# カモメリア
カモメリアは、愛知県豊橋市神野ふ頭町（三河港）にある豊橋市立の展示施設。

## 概要
正式名称はポートインフォメーションセンター。
三河湾の港湾機能と役割をPRするための施設で、「日本一の自動車港湾・三河港を知る・学ぶ・親しむ」をテーマに2004年（平成16年）に着工、2005年（平成17年）完成。愛称の「カモメリア」は公募によって付けられたものである。

## 施設

### 施設概要
- 愛称：カモメリア
- 正式名称：ポートインフォメーションセンター
- 階数：地上4階（ただし3階は存在しない）
- 高さ：30.8m
- 敷地面積：2,657m2[2]
- 延床面積：1,440m2[2]
- 所在地：愛知県豊橋市神野ふ頭町3-29

### 1階
三河港の歴史などを立体模型や映像で紹介する展示室で、フロアマップ、ジオラマ（壁面グラフィック）、コンテナ船模型、ライブ映像コーナー、自動車専用船カットモデル、Q&Aコーナ等が展示されている。またフォルクスワーゲン、レクサス等、三河港で取り扱う自動車の実車やミニカーが展示されているほか、トヨペットクラウンの実車も展示されている。

### 2階
事務室、研修室、資料室となっている。

### 4階
展望室となっており、高さは30.8メートル。三河港を一望することができる。

## 開館時間
- 午前9時から午後5時まで（但し、4階展望室は午後9時まで）。
- 休館日は年末年始（12月29日～1月3日）のみ。

## アクセス
- JR東海道本線・飯田線・名鉄名古屋本線 豊橋駅から豊鉄バス「ライフポート」バス停下車すぐ。豊橋駅からの所要時間は約20分。
- 駐車場（24台）